# Фуркево, Франсуа II де Руе
Франсуа II де Беккариа де Павия де Руе, барон де Фуркево (фр. François II de Beccaria de Pavie de Rouer, baron de Fourquevaux; 1563 — 6 марта 1611, замок Фуркево (Фуркево), сеньор де Вильнуветт — французский придворный, путешественник и писатель.

## Биография
Второй сын Раймона де Руе де Фуркево и Маргариты де ла Жюжи.
Детство провел в Мадриде, где его отец был послом. Возможно, предназначался к духовному званию. В 1582 году, после смерти старшего брата, унаследовал семейные владения. 16 июня 1582 назначен штатным дворянином Палаты короля (в акте записан как Франсуа де Форкево (Forquevauls). Сюринтендант дома короля Наваррского, придворный кавалер, друг и доверенное лицо Маргариты Наваррской.
Получил хорошее образование. Совершил поездку в Англию, а затем большое путешествие на Восток, через Италию и Грецию добравшись до Турции. Побывал в Иерусалиме, где был принят в рыцари Гроба Господня. После путешествия по Турции побывал в Персии и «Татарии», откуда через Россию, Польшу и Германию вернулся на родину. Составил отчет о путешествии, неизданная рукопись которого была утеряна уже к середине XVIII века.
Был автором романов (не сохранились) и поэтических произведений. На основе материалов богатого архива своего отца составил «Жизнеописания великих французских капитанов», изданные в 1643 в Париже ин-кварто, содержащие биографии следующих военачальников:
1. Жак де Шабанн, сеньор де Ла Палис
2. Поль де Терм
3. Сампьеро Корсо
4. Ив II д’Алегр
5. Роберт III де Ла Марк
6. сеньор де Помперан
7. Гастон де Фуа, герцог Немурский
8. Пьер I д’Оссён
9. Жан де Те
10. Джованни Караччоли, принц Мельфи
11. Андре д'Эссе де Монталамбер
12. Раймон де Руе де Фуркево
13. Рене де Монтежан
14. Пьеро Строцци

## Семья
Жена (1591): Маргарита де Шомей, дама де Кайяк, придворная дама Екатерины Медичи и Маргариты Наваррской, дочь Франсуа де Шомея, сеньора де Кайяк, де Бельфор и де Монтама, и Элен де Монтама, вдова Антуана де Бюиссона, барона де Бурназеля
Дети:
- Шарль де Руе (ум. 1648), барон де Фуркево. Жена (22.02.1615): Антуанетта де Кадийяк. В браке были только дочери, поэтому титул перешел к младшему брату
- Франсуа III де Руе (ум. 1666), сеньор де Кайяк, затем барон де Фуркево. Жена (контракт 12.12.1627): Фуа де Болак, дочь Арно-Гийома де Болака, сеньора де Ла Помаред, и Катрин дю Гу де Бузе